# Usera (metrostation)
Usera is een metrostation in het stadsdeel Usera van de Spaanse hoofdstad Madrid. Het station werd geopend op 26 januari 2007 en wordt bediend door lijn 6 van de metro van Madrid.